# Вьюрок Блэнфорда
Вьюрок Блэнфорда (лат. Agraphospiza rubescens) — вид воробьиных птиц из семейства вьюрковых (Fringillidae). Ранее помещался в род Carpodacus, однако по итогам анализа ДНК в 2012 году перемещён в монотипический род вьюрков Блэнфорда (Agraphospiza). Русское и английские названия вида даны в честь английского зоолога У. Т. Бланфорда, описавшего его в 1872 году.
Распространён в Бутане, Индии, Китае, Мьянме и Непале. Обитает в лесах. МСОП присвоил виду охранный статус «Вызывающие наименьшие опасения» (LC).

## Синонимы
В синонимику вида входят следующие биномены:
- Procarduelis rubescens Blanford, 1872
- Carpodacus rubescens (Blanford, 1872) — Чечевица Блэнфорда[6]